# Nadia Browning
Nadia Browning ist eine neuseeländische Fußballschiedsrichterin.
Seit 2013 steht sie auf der FIFA-Liste und leitet internationale Fußballpartien.
Bei der Ozeanienmeisterschaft der Frauen 2018 in Neukaledonien leitete Browning zwei Spiele, darunter das erste Halbfinale zwischen Papua-Neuguinea und Fidschi (1:5).